# Evangelický kostel (Střešovice)
Evangelický kostel ve Střešovicích je modlitebna a sborový dům Farního sboru Českobratrské církve evangelické v Praze 6 – Střešovice. Budova z let 1937–1939 je dílem architekta Bohumíra Kozáka, člena zdejšího sboru, stojí na adrese náměstí Před bateriemi 950/22 na pozemku parcelního čísla 177 v katastrálním území Střešovice.
Stavba byla v roce 1977 zapsána jako kulturní památka České republiky.

## Historie
Výstavba kostela byla zahájena 7. června 1938. Kostel byl slavnostně otevřen dne 18. května 1939.
Nicméně historie sboru ČCE v této části Prahy 6 sahá již do roku 1932, kdy byl založen v Břevnově a bohoslužby se konaly ve škole Na Marjánce. Pro potřeby nedělních biblických hodin a setkávání mládeže si sbor pronajímal třídu ve škole nebo prostory tělocvičny. Po zakoupení pozemku a výstavbě evangelického kostela v roce 1939 se centrum sboru přesunulo do Střešovic.

## Popis stavby
Autor návrhu kostela, architekt Bohumír Kozák, byl členem sboru a v konstrukci kostela je patrná jeho inspirace tolerančními modlitebnami, které měly tvar stodoly. Zároveň se jedná o novodobou variaci na starokřesťanskou baziliku včetně zlaceného stropu a modré mozaiky v apsidě.
V průčelí kostela s hlavním vchodem mírně předstupuje hranolovitá věž s hodinami a prosklenou zvonicí, zakončenou plechovou stanovou stříškou s evangelickým motivem kalichu a slunce. Půdorys kostela je obdélný, jednolodní se dvěma mělkými bočními loděmi, zakončený obdélnou apsidou se zlatavým prosklením. K jižní stěně boční lodi přiléhá budova fary se sborovou místností, kanceláří a bytem faráře. Stavba je kombinací železobetonových sloupů a pilířů věže s cihelným zdivem. Vnitřní vybavení navrhl architekt Kozák a zhotovil Jaroslav Dušek z Ruzyně. Studii na rozšíření kostela o severní křídlo hmotově shodné s farou vypracoval B. Kozák v letech 1946–1947. V roce 2005 návrh rozpracoval Josef Mareš a je stále aktuální.
Evangelický kostel spolu s poblíž stojícím kostelem sv. Norberta tvoří výškové dominanty této části Střešovic.

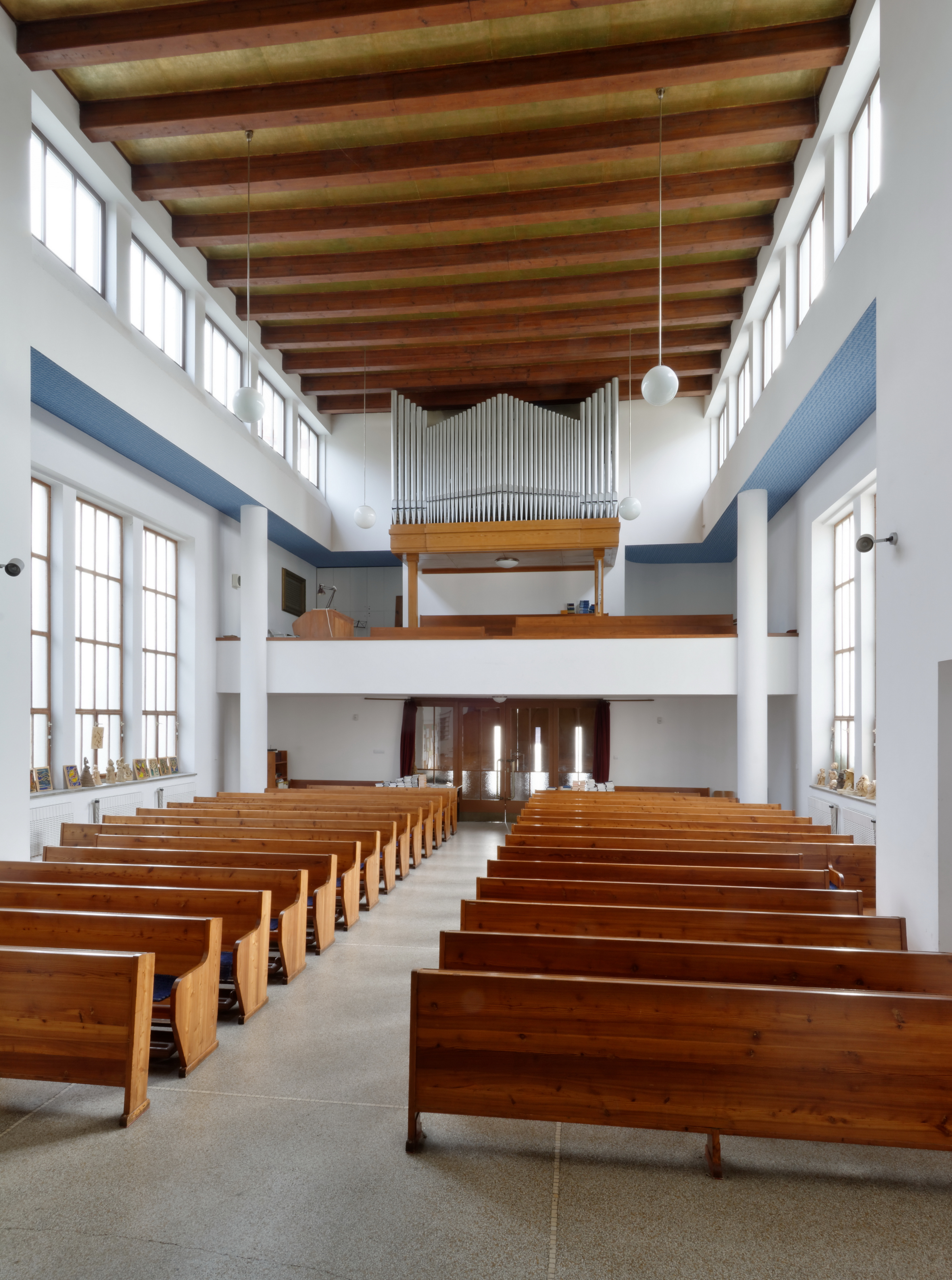
Pohled od jihozápadu do lodi a na kruchtu.
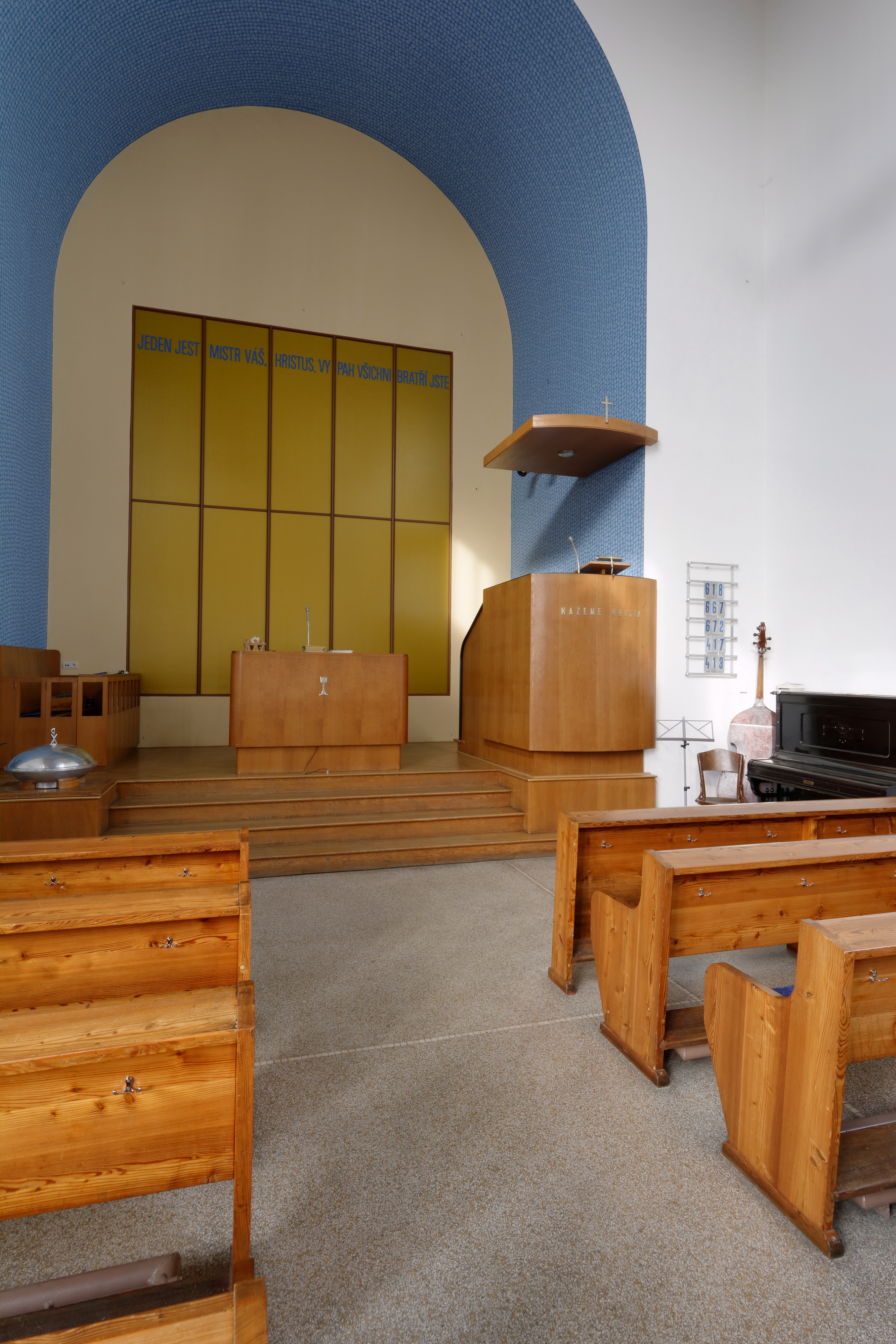
Pohled do apsidy kostela.
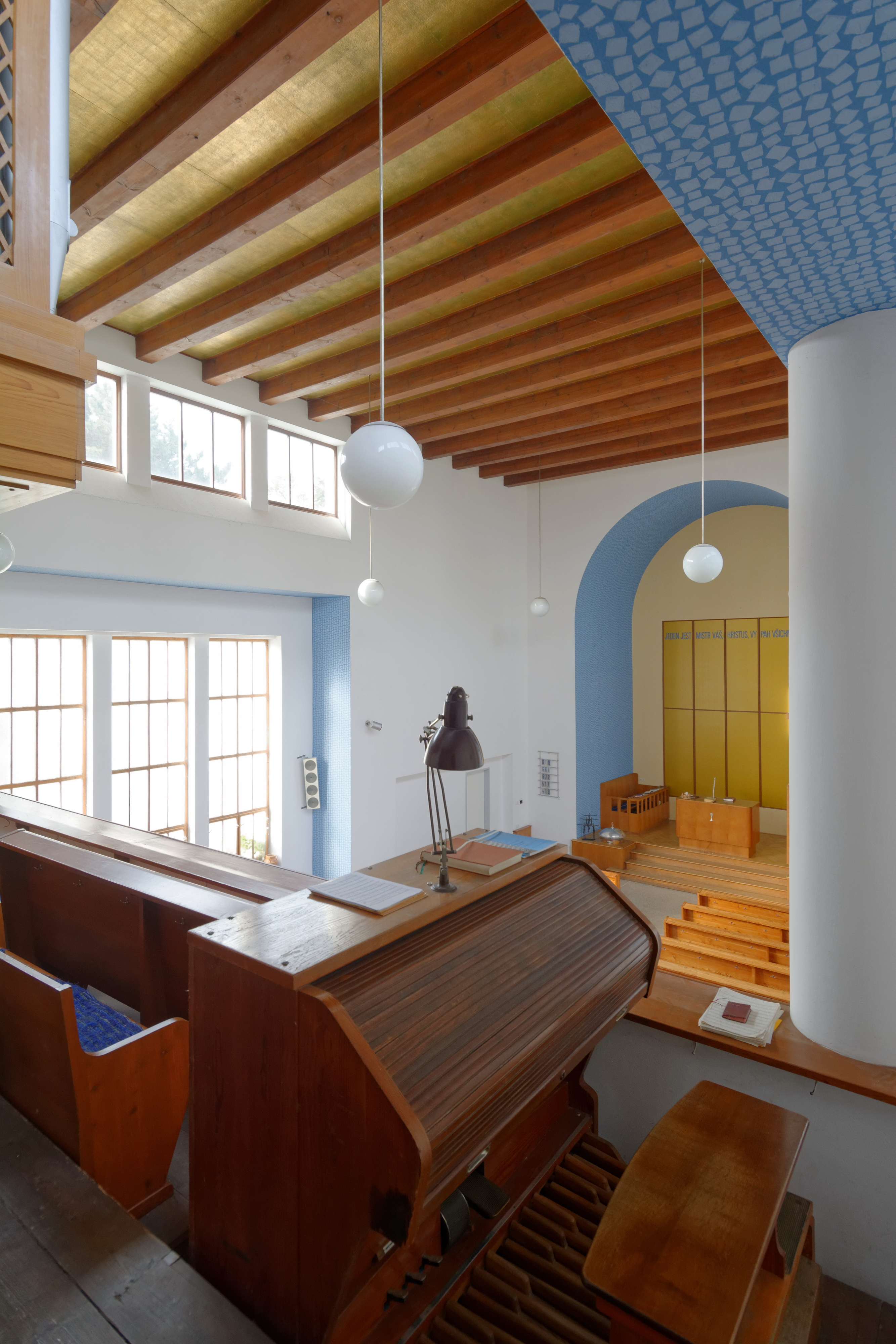
Pohled od severovýchodu z kruchty přes varhany do lodi.
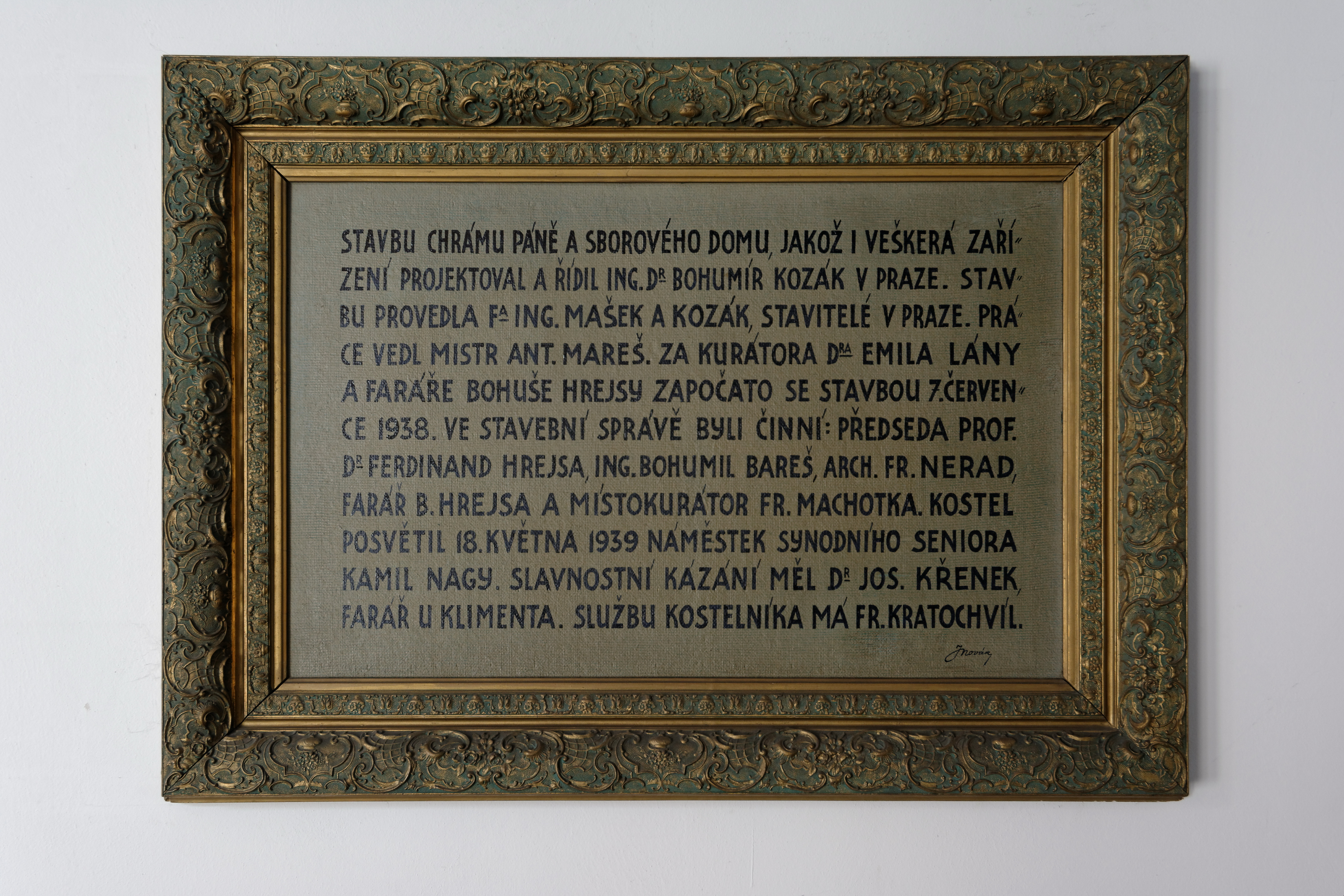
Pamětní deska na kruchtě kostela